# Repartidor d'aigües del carrer Bisbe Mas
El Repartidor d'aigües del carrer Bisbe Mas és una obra de Mataró (Maresme) protegida com a Bé Cultural d'Interès Local.

## Descripció
Es tracta d'una petita construcció d'arquitectura popular destinada a allotjar un distribuidor d'aigua de mina que la repartia entre els usuaris que prèviament havien contractat part del seu cabal.
Aquesta construcció, actualment sense ús, està situada en un sobrant de la parcel·la propietat dels Germans Maristes on s'ubica el col·legi Valldemia, en una zona molt propera a la Muralla dels Genovesos i feia les funcions de distribució de les aigües provinents de l'anomenada Mina Trinxeria o dels Genovesos.
Es tracta d'una construcció de 5,60 m de llargària per 2,50m. d'amplada edificada amb parets de paredat i coberta amb una volta apuntada de rajola vermella col·locada plana.
A l'interior, al que s'accedeix a través d'una única porta, s'hi ubica el repartidor pròpiament dit que, a partir de l'aigua provinent de la mina la distribuïa entre els respectius propietaris en proporció a la mesura d'aigua que tenien contractada.
El repartidor presenta vàries caixes d'aforament construïdes d'obra arrebossada, amb tantes plomeres contractades com aigua venuda en propietat "preferent". Si hi havia sobrants d'aigua, hi havia un segon i un tercer aforaments, d'igual nombre de plomeres que podien ser dels mateixos propietaris o d'altres, amb drets coneguts com a "segones"i "terceres".
El conjunt es completa amb la boca d'accés a la mina situada a la part posterior de la parcel·la i amb una canalització de sortida d'aigües en direcció al carrer.

## Història
Les primeres evidències de l'abastament d'aigua a Mataró de les que es té constància documental daten del segle xvii i fan referència a l'existència de tres molins fariners al nord de la població, al paratge que avui és conegut com els Molins. L'aigua sobrera d'aquests molins era aprofitada pels ciutadans de Mataró.
Al segle xviii la població s'abastava d'aigua mitjançant les fonts públiques, alimentades per les mines i els pous existents a les cases particulars.
Les mines d'aigua foren un dels sistemes majoritaris d'abastament d'aigua des del S XVIII fins a mitjans del S XX. Concretament es tracta de galeries subterrànies artificials, comunes a les zones mediterrànies, destinades a interceptar primer i transportar després aprofitant la gravetat, l'aigua provinent de la capa freàtica fins a la superfície.
No és fins a mitjans del segle xix que comença la concepció moderna de l'abastament d'aigua, des de la captació fins a la conducció a Mataró de les aigües que fluïen en diversos punts dels termes de Dosrius, Canyamars i Argentona, amb la constitució l'any 1857 de la societat Palau Garcia i Companyia.
La Companyia Palau i Garcia es transforma l'any 1900 en Fradera i Cia, societat en Comandita.
L'any 1909 els germans Casimir i Josep Mª Labori Arqué van vendre a la Societat Fradera i Cia la mina Trinxeria amb les seves aigües, parcel·les, repartidors i drets annexes que la constituïen.
L'any 1922 Fradera i Cia es converteix en Aguas de Argentona a Mataró SA mitjançant l'aportació dels actius corresponents a diferents serveis d'aigua utilitzats fins aleshores per abastar diversos sectors de la població.
L'any 1946 Aguas de Argentona a Mataró SA es fusiona amb el Servei Municipal d'Aigües
de Mataró iniciant-se la seva vocació de servei públic que es consolida l'any 1967 amb l'adquisició de totes les accions per part de l'Ajuntament.
En època moderna, l'any 1986 es produeix el canvi de denominació a Aigües de Mataró SA que es transforma finalment l'any 1990 en societat privada municipal.
L'objecte del present document de modificació del Pla Especial del Patrimoni de Mataró, és la inclusió de tres nous béns d'interès local en el catàleg de l'esmentat Pla Especial, actualment vigent.
Tal com s'ha explicat a la memòria de la informació, des de l'any 2007 fins al moment s'han anat duent a terme des de la secció d'urbanisme i patrimoni diversos treballs relatius a l'estudi i documentació d'alguns elements vinculats a la memòria històrica i al patrimoni de la ciutat de Mataró.
La naturalesa d'aquests 3 béns és distinta.
Dos d'ells, l'aqüeducte i el repartidor d'aigües tenen a veure amb infraestructures tècniques, en aquest cas relacionades amb l'aportació, repartiment i distribució d'aigua dins el terme municipal de Mataró.
La tercera, els búnquers de la platja te a veure amb els fets ocorreguts a Mataró durant el període de la Guerra Civil Espanyola.
Cap d'aquests tres béns disposava fins ara de protecció legal.
Respecte les infraestructures tècniques, l'actual catàleg del Pla especial del patrimoni de Mataró, recull i cataloga tres repartidors d'aigües: el repartidor d'aigua de la Muralla dels Genovesos (fitxa 119 del catàleg), el repartidor del Torrent (fitxa 306) i el repartidor de la Muralla de la Presó (fitxa 56). Es tracta de tres instal·lacions tècniques construïdes l'any 1859, concretament són tres hidròmetres quina funció era també repartir l'aigua provinent de les mines als diferents abonats que l'havien contractat.
Tots tres repartidors segueixen el mateix model i tècnica constructiva i són obra del mateix autor. El mestre d'obres Jeroni Boada.
El repartidor d'aigües del carrer Bisbe Mas ens permet però conèixer un altre tipus o model de distribució d'aigua característica del Mataró de mitjan segle xix principis segle XX: el de caixes d'aforament. El fet de conservar a l'origen l'equipament interior permet una explicació i coneixement didàctic del seu funcionament. El seu interès radica també en que el conjunt es conserva complert amb la boca de la mina que es la que proveïa d'aigua el repartidor, constituint una unitat coherent i amb entitat pròpia.
L'altre element tècnic, l'aqüeducte de les Cinc Sénies ens permet conèixer de quina manera des dels segles xvii i XVIII es van utilitzar els recursos naturals del territori per augmentar la capacitat de regatge de les terres i convertir uns terrenys situats a la banda de llevant del terme municipal en una fèrtil horta. Aquest és l'únic lloc de Mataró on es coneix la utilització de l'aqüeducte com a sistema de conducció i repartiment d'aigües. Es valorat també la transcendència que la construcció d'aquesta infraestructura ha tingut per la ciutat de Mataró on la producció agrícola ha estat un dels trets definidors de l'economia pròpia d'aquest territori la qual cosa ha quedat recollida també en la toponímia del terme municipal, donant nom a aquesta part del territori: les Cinc Sénies.
Per acabar, respecte als búnquers de la platja, es tracta d'un exemple d'arquitectura militar o defensiva.
Com a tipus d'arquitectura defensiva, el catàleg del Pla especial del patrimoni arquitectònic de Mataró cataloga la Muralla de la ciutat, del segle xvi (fitxa 159 del catàleg), i algunes torres de defensa del segle xvi vinculades bàsicament a masies i col·locades en punts estratègics del terme municipal per a la vigilància del territori enfront de les incursions enemigues que podien venir bàsicament del mar.
Cal fer notar però que el Pla especial del patrimoni arquitectònic de Mataró no cataloga cap altre bé vinculat directament a l'episodi de la Guerra Civil espanyola.
El període de la Guerra Civil és encara avui una part de la història de la nostra ciutat pendent d'estudi amb més profunditat. En tot cas, es valora l'interès de la catalogació d'aquests cinc elements, més enllà d'un tipus de construcció defensiva pròpia de tota la costa del Maresme, pel seu valor com a testimonis d'una època, que contribueix a mantenir la memòria dels fets succeïts i dels homes i dones protagonistes d'aquesta part de la història.
Atesa la notorietat i l'interès des del punt de vista constructiu, funcional, històric i identitari d'aquests 3 béns per tal d'integrar-los al conjunt del patrimoni local, es redacta el present document de modificació del Pla Especial del Patrimoni.